# Santa Rita d'Oeste (kommun)
Santa Rita d'Oeste är en kommun i Brasilien.   Den ligger i delstaten São Paulo, i den södra delen av landet, 600 km sydväst om huvudstaden Brasília. Antalet invånare är 2 543.
Följande samhällen finns i Santa Rita d'Oeste:
- Santa Rita d'Oeste

Omgivningarna runt Santa Rita d'Oeste är en mosaik av jordbruksmark och naturlig växtlighet. Runt Santa Rita d'Oeste är det ganska glesbefolkat, med 23 invånare per kvadratkilometer.